# Rodrigo Fernández de Castro
 (juin 2023).
La mise en forme du texte ne suit pas les recommandations de Wikipédia : il faut le « wikifier ».
Les points d'amélioration suivants sont les cas les plus fréquents. Le détail des points à revoir est peut-être précisé sur la page de discussion.
- Les titres sont pré-formatés par le logiciel. Ils ne sont ni en capitales, ni en gras.
- Le texte ne doit pas être écrit en capitales (les noms de famille non plus), ni en gras, ni en italique, ni en « petit »…
- Le gras n'est utilisé que pour surligner le titre de l'article dans l'introduction, une seule fois.
- L'italique est rarement utilisé : mots en langue étrangère, titres d'œuvres, noms de bateaux, etc.
- Les citations ne sont pas en italique mais en corps de texte normal. Elles sont entourées par des guillemets français : « et ».
- Les listes à puces sont à éviter, des paragraphes rédigés étant largement préférés. Les tableaux sont à réserver à la présentation de données structurées (résultats, etc.).
- Les appels de note de bas de page (petits chiffres en exposant, introduits par l'outil «  Source ») sont à placer entre la fin de phrase et le point final[comme ça].
- Les liens internes (vers d'autres articles de Wikipédia) sont à choisir avec parcimonie. Créez des liens vers des articles approfondissant le sujet. Les termes génériques sans rapport avec le sujet sont à éviter, ainsi que les répétitions de liens vers un même terme.
- Les liens externes sont à placer uniquement dans une section « Liens externes », à la fin de l'article. Ces liens sont à choisir avec parcimonie suivant les règles définies. Si un lien sert de source à l'article, son insertion dans le texte est à faire par les notes de bas de page.
- La présentation des références doit suivre les conventions bibliographiques. Il est recommandé d'utiliser les modèles {{Ouvrage}}, {{Chapitre}}, {{Article}}, {{Lien web}} et/ou {{Bibliographie}}. Le mode d'édition visuel peut mettre en forme automatiquement les références.
- Insérer une infobox (cadre d'informations à droite) n'est pas obligatoire pour parachever la mise en page.

Pour une aide détaillée, merci de consulter Aide:Wikification.
Si vous pensez que ces points ont été résolus, vous pouvez retirer ce bandeau et améliorer la mise en forme d'un autre article.

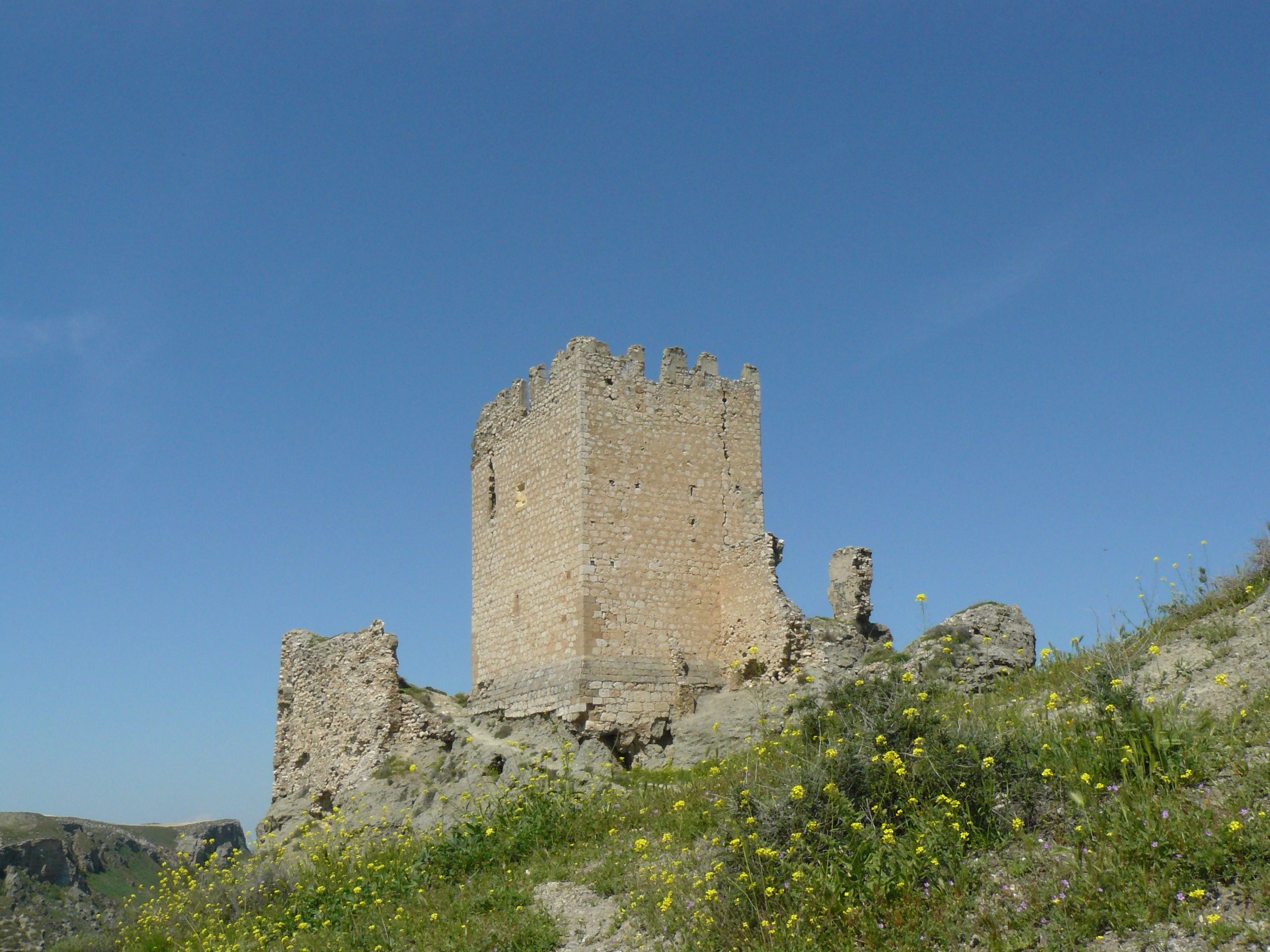
Le château d'Oreja, que Rodrigo et son frère assiégèrent en 1139

Rodrigo Fernández de Castro (mort après 1144), dit le Chauve (el Calvo),  est un noble et militaire castillan. L'un des fondateurs de la maison de Castro, il était le deuxième fils de Fernando García de Hita et de Tegridia (ou Trigidia), sœur ou tante du comte Rodrigo Martínez et parent de la famille Ansúrez.    Son grand-père paternel était probablement García Ordóñez, mort à la bataille d'Uclés en 1108.  

## Carrière militaire
En avril 1126, Rodrigo et son frère aîné Gutierre se soumettent au nouveau roi (futur empereur), Alphonse VII, avec le reste de la noblesse castillane.  Rodrigo a servi comme alférez du roi de l'été 1130 jusqu'au printemps de l'année suivante. (Son prédécesseur - Pedro Alfonso - est enregistré pour la dernière fois le 10 juin 1130 et il était en fonction le 26 août, tandis que le dernier enregistrement de lui est daté du 15 mai 1131 et son successeur - Pedro Garcés - était en place le 29 mai.)  En juin et juillet 1137, lui et Gutierre participèrent à l'expédition royale en Galice, où Tuy fut reconquis aux Portugais et ils visitèrent Saint-Jacques-de-Compostelle.  Rodrigo a souscrit des chartes royales du 26 au 27 juin à Tuy et des 17 juillet et 29 juillet à Santiago. En octobre, il rejoint la cour royale alors qu'elle traverse la Castille. Le 9 octobre, il souscrit une charte royale à Burgos, le 20 la cour est sur l'Èbre et le 29 octobre ils sont à Nájera. La majeure partie de la carrière militaire ultérieure de Rodrigo a eu lieu sur la frontière sud, durant la Reconquista contre les Almoravides. 
En 1137, Rodrigo succéda au comte Rodrigo González de Lara comme gouverneur (alcaide) de Tolède.  Peu de temps après cela, il a attaqué les environs de Cordoue et a vaincu une armée commandée par Tashfin ibn Ali, le futur sultan, à un endroit appelé Almont (peut-être Almonacid) à son retour.  Selon la Chronique de l'Empereur Alfonso, "les expériences militaires de Rodrigo González et Rodrigo Fernández contre les Maures étaient en effet grandes, mais elles n'ont pas été décrites dans ce livre." En 1138, Rodrigo Fernández rejoignit le roi Alfonso et le comte Rodrigo Martínez dans une expédition de pillage le long du fleuve Guadalquivir, qui ramena une foule d'esclaves.  Il était présent au siège manqué de Coria en juillet, où Rodrigo Martínez a été tué dans l'action.  En avril 1139, Rodrigo et son frère reçurent l'ordre d'assiéger Oreja avec leurs propres chevaliers assistés par les unités locales de cavalerie et d'infanterie des villes frontalières.  Avant le 25 juillet le roi avait pris la commande du siège, qu'il a mené à une conclusion réussie en octobre.  Rodrigo était probablement présent avec la cour royale tout au long, suivant Alfonso lors de détours vers Tolède les 14 août et 26 octobre.  En 1142, selon les Anales toledanos, il a attaqué une ville appelée Silvia en Algarve  et a ramené 10 000 captifs. 
Le 22 février 1140, Rodrigo et Gutierre étaient à Carrión de los Condes pour assister au traité entre Alfonso VII et le comte Raymond-Bérenger IV de Barcelone.  En 1142 il était le tenente royal tenant la ville d'Ávila dans le fief de la couronne.  Il est enregistré pour la dernière fois à la cour en 1144 et disparaît du dossier après cela.  Il meurt en 1148, et sa veuve épousa plus tard le comte Ramiro Fróilaz. 

## Mariage et enfants
(juin 2023).
Il épousa Eylo Álvarez, fille d' Álvar Fáñez et de la comtesse Mayor Pérez, en juin 1124. Rodrigo et Eylo eurent cinq enfants :
- Fernando Rodríguez de Castro el Castellano qui a hérité de la direction de la Maison de Castro de son oncle Gutierre Fernández de Castro.
- Pedro Rodríguez de Castro (décédé après le 22 novembre 1191), majordome de León en 1184 et tenente de Grado , Tineo , Pravia et Limia . Il épousa Urraca Rodríguez de Guzmán , fille de Rodrigo Muñoz , seigneur de Guzmán y Roa avec qui il n'eut peut-être pas de descendance. 5
- Álvaro Rodríguez de Castro, majordome du roi Ferdinand II de León. Il gouverna les Asturies, Sarria et les tours de León. Il était le deuxième mari de la reine Urraca l'Asturienne avec qui il eut Sancho Álvarez de Castro.
- Gutierre Rodríguez de Castro el Escalabrado, marié à Elvira Osorio, dame de Lemos et Sarria, d'où les futurs comtes de Lemos.
- Sancha Rodríguez de Castro, épouse d'Álvaro Rodríguez de Guzmán, de Mansilla.

Selon le comte de Barcelos , Rodrigo Fernández de Castró avait épousé Estefanía Pérez de Traba, fille de Pedro Froilaz, comte de Traba. Cependant, "il n'y a pas la moindre preuve documentaire de ce mariage", de plus, les enfants du comte galicien apparaissent fréquemment dans la documentation médiévale et Estefanía n'apparaît dans aucun document avec ses supposés frères ou en tant que fille du comte Pedro. Toujours dans sa noblesse, le comte de Barcelos, a affirmé que Rodrigo était le père d'Aldonza, l'épouse du seigneur de Biscaye Lope Díaz I de Haro, "une opinion que tous les auteurs ont aveuglément suivie depuis lors". Le médiéviste Salazar y Acha fonde son hypothèse sur la documentation du monastère de Santa María de Meira, et propose qu'Aldonza était la fille du comte galicien Rodrigo Vélaz et Urraca Álvarez, fille d' Alvar Fáñez, puisqu'elle était autrefois veuve, Aldonza et ses enfants apparaissent à plusieurs reprises dans ledit monastère accompagnés de ceux qui seraient leurs parents avec lesquels ils partageaient de nombreuses propriétés.

## Sources
- Simon F. Barton, The Aristocracy in Twelfth-century León and Castile, Cambridge, Cambridge University Press, 1997
- Canal Sánchez-Pagín, « La Casa de Haro en León y Castilla durante el siglo XII: Nuevas conclusiones », Anuario de Estudios Medievales, vol. 25,‎ 2020, p. 3–38 (DOI 10.3989/aem.1995.v25.i1.920)
- Canal Sánchez-Pagín, « El conde García Ordóñez, rival del Cid Campeador: Su familia, sus servicios a Alfonso VI », Anuario de Estudios Medievales, vol. 27,‎ 1997, p. 749–73 (DOI 10.3989/aem.1997.v27.i2.623)
- Gautier Dalché, « En Castille pendant la première moitié du XIIe siècle: les combattants des villes d'entre Duero et Tage », Actes des congrès de la Société des historiens médiévistes de l'enseignement supérieur public (18e congrès, Montpellier, 1987: Le combattant au Moyen Age), vol. 18,‎ 1991, p. 199–211 (lire en ligne)
- Pascual Martínez Sopena, Relaciones de Poder, de Produccion y Parentesco en la Edad Media y Moderna, Madrid, Consejo Superior de Investigaciones Científicas, 1990, 5–84 p., « El conde Rodrigo de León y los suyos: herencia y expectativa del poder entre los siglos X y XII »
- Salazar y Acha, « El linaje castellano de Castro en el siglo XII: Consideraciones e hipótesis sobre su origen », Anales de la Real Academia Matritense de Heráldica, vol. 1,‎ 1991, p. 33–68
- Jaime de Salazar y Acha, Una Familia de la Alta Edad Media: Los Velas y su Realidad Histórica». Estudios Genealógicos y Heráldicos, Asociación Española de Estudios Genealógicos y Heráldicos, 1985 (ISBN 84-398-3591-4)
- Margarita Cecilia Torres Sevilla-Quiñones de León, Linajes nobiliarios de León y Castilla: Siglos IX-XIII, Salamanca, Junta de Castilla y León, Consejería de educación y cultura, 1999 (ISBN 84-7846-781-5)